# Naturschutzgebiet Kalkwäldchen Schüren

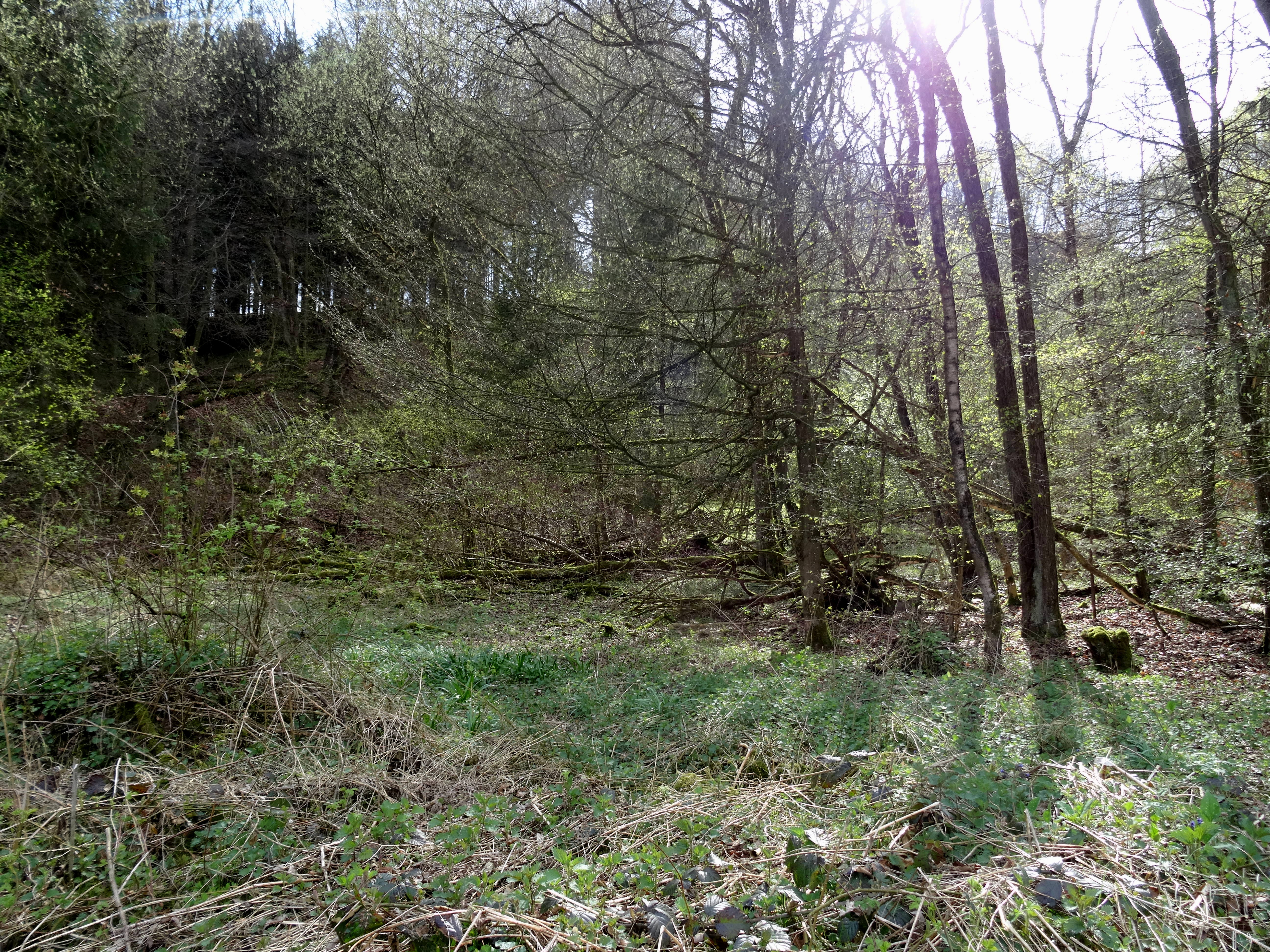
Schüren Kalkwäldchen

Das Naturschutzgebiet Kalkwäldchen Schüren mit einer Flächengröße von 3,18 ha liegt östlich von Schüren im Stadtgebiet von Meschede. Das Gebiet wurde 1994 durch den Kreistag des Hochsauerlandkreises mit dem Landschaftsplan Meschede als Naturschutzgebiet (NSG) mit einer Flächengröße von 3,1 ha ausgewiesen. Bei der Neuaufstellung des Landschaftsplanes Meschede wurde das NSG dann erneut ausgewiesen und minimal vergrößert. Das NSG grenzt direkt ans Dorf. Südlich schließt sich direkt der Flugplatz Meschede-Schüren. Talseitig bestehen noch Reste des Kalkofens. Bis in die 50er Jahre bestand noch eine Brücke über die Landstraße. Über diese wurde das abgebaute Gestein mit Loren in den Kalkofen gebracht.

## Gebietsbeschreibung
Beim NSG handelt es sich um einen Waldmeister-Rotbuchenwald mit Kalkfelsen eines Spargonphyllumkalkzuges mit farn-, moos- und flechtenreicher Vegetation. Teilweise befinden sich im kalkreichen Felsen-Wald-Komplex sehr alte Buchen. Im Buchenbestand sind einzelne Laubgehölze insbesondere Eschen unterschiedlichen Alters beigemengt. Vom Plateau des Flughafens fällt ein langgezogenes Felsband 10 m tief talseitig ab. Die Kalkfelsen sind moos- und flechtenreich und besitzen eine typische, farnreiche Kalkfelsvegetation. Unterhalb des Felsbandes befindet sich eine zum Teil großblockige, teilweise auch moosreiche Blockhalde mit einem großflächigen Bingelkraut-Bestand. Die Krautschicht des Waldes ist sehr artenreich.
Zum Wert des NSG führt der Landschaftsplan auf: „Aufgrund des sog. „Eschentriebsterbens“ mussten im Zeitraum der LP-Aufstellung etliche verkehrsgefährdende Eschen entnommen werden; dennoch besitzt das Gebiet – auch aufgrund des Alt- und Totholzes sowie (im Norden) als Nichtwirtschaftswald – nach wie vor eine regionale Bedeutung für den Arten- und Biotopschutz.“

## Schutzzweck
Zum Schutzzweck des NSG führt der Landschaftsplan neben den normalen Schutzzwecken für alle NSG im Landschaftsplangebiet auf: „Erhaltung eines artenreichen Wald-Fels-Komplexes mit Korallenkalkklippen, die das Plangebiet zwar durchziehen, aber nur selten in dieser Mächtigkeit sichtbar sind; Schutz und weitere Optimierung einer regional seltenen Waldgesellschaft mit Alt- und Totholz sowie mannigfaltiger Farn-, Moos- und Flechtenvegetation; Heraushebung einer geologischen Sondersituation in der silikatisch geprägten Umgebung.“